# Митчелл, Хейланд
 Хейланд Яхир Митчелл Балтонадо (исп. Jeyland Yahir Mitchell Baltodano; 29 сентября 2004, Лимон) — коста-риканский футболист, защитник нидерландского клуба «Фейеноорд» и сборной Коста-Рика.

## Карьера
Воспитанник клуба «Лимон». В 17 лет дебютировал в чемпионате Коста-Рики в команде «Гуанакастека». С января 2024 года выступает за «Алахуэленсе».
За сборную Коста-Рики Митчелл дебютировал 2 февраля 2024 года в победном товарищеском матче против Сальвадора (2:0). В июне того же года защитник вошел в заявку «тикос» для участия в Кубке Америки в США.
8 июля 2024 года перешёл в нидерландский «Фейеноорд», подписав пятилетний контракт. 19 сентября дебютировал за клуб в домашнем матче Лиги чемпионов УЕФА против «Байера 04», заменив Игора Пайшана на 72-й минуте.

## Семья
Дядя Хейланда Хосуэ Митчелл (род. 1989) также является футболистом. На его счету есть один проведенный матч за сборную Коста-Рики.